# Villa Morelos (Baja California Sur)
Villa Morelos es una localidad del estado mexicano de Baja California Sur. Es parte del municipio de Comondú.

## Toponimia
El nombre de la localidad rinde homenaje a José María Morelos, héroe de la Independencia de México.

## Demografía
| Gráfica de evolución demográfica |
|                                  |

| Censo | Población |
| ----- | --------- |
| 1960  | 62        |
| 1970  | 330       |
| 1980  | 1 082     |
| 1990  | 1 175     |
| 2000  | 988       |
| 2010  | 1 153     |
| 2020  | 1 189     |